# Aabenraa
Åbenrå este un oraș în Danemarca.

## Personalități născute aici
- Jens-Peter Bonde (1948 - 2021), politician.